# Valon Zumberi
Valon Zumberi (Hamburg, 24 november 2002) is een voetballer met zowel de Duitse als Kosovaarse nationaliteit die doorgaans als centrale verdediger speelt. In 2022 debuteerde hij in het betaald voetbal namens Hamburger SV in de 2. Bundesliga. In 2025 verruilde hij de Duitse club voor Vitesse.

## Clubloopbaan

### Jeugd
Zumberi begon op jonge leeftijd met voetballen bij Norderstedter SV. Op zevenjarige leeftijd maakte hij de overstap naar de jeugdopleiding van Hamburger SV. Daar doorliep hij alle jeugdelftallen in de onderbouw en kwam hij in het seizoen 2018/19 terecht bij de onder-17. Op 11 augustus 2018 maakte hij zijn debuut in deze leeftijdscategorie, in de met 1–3 verloren thuiswedstrijd tegen Hertha BSC. Een week later scoorde hij zijn eerste doelpunt, tijdens de met 1–3 gewonnen uitwedstrijd tegen Holstein Kiel. Zumberi maakte in de tiende minuut de openingstreffer met een kopbal. Door de afwezigheid van eerste aanvoerder Emanuel Mirchev droeg Zumberi in vier wedstrijden de aanvoerdersband. In die periode wist hij onder andere te scoren tegen VfL Wolfsburg.
In het seizoen 2019/20 maakte hij de overstap naar de onder-20. Zijn eerste optreden volgde in de met 5–5 gelijkgespeelde uitwedstrijd tegen Energie Cottbus, waarin hij in de rust werd ingebracht. Aan het begin van het seizoen 2020/21 werd Zumberi benoemd tot aanvoerder van de onder-19. Dit bleek van korte duur: na drie speelrondes werd de competitie stilgelegd vanwege coronamaatregelen, en uiteindelijk volledig afgelast. In april 2021 verlengde hij als achttienjarige zijn contract met twee jaar. Bij de start van het nieuwe seizoen werd hij overgeheveld naar de senioren. Tijdens zijn jeugd bij Hamburger SV speelde Zumberi onder andere samen met Anssi Suhonen, Faride Alidou, Bent Andresen en Elijah Krahn.

### Hamburger SV
In het seizoen 2021/22 maakte Zumberi de overstap naar de senioren en werd hij onderdeel van het tweede elftal. Op 15 augustus 2021 debuteerde hij in de Regionalliga Nord tijdens de thuiswedstrijd tegen SV Drochtersen/Assel, waarin hij direct als centrale verdediger in de basis stond. Een week later maakte hij zijn eerste doelpunt in de met 0-1 gewonnen uitwedstrijd tegen het tweede elftal van FC St. Pauli. Zumberi scoorde in de 18e minuut het enige doelpunt van de wedstrijd. In april 2022 trainde hij voor het eerst mee met de eerste selectie. Kort daarna werd zijn contract opengebroken en verlengd tot 2024.
Tijdens de voorbereiding op het seizoen 2022/23 werd Zumberi door trainer Tim Walter bij het eerste elftal gehaald en ging hij mee op trainingskamp naar Oostenrijk. Hij maakte indruk, waardoor hij werd opgenomen in de selectie. Aan het begin van het seizoen raakte Zumberi geblesseerd aan zijn hand, waardoor hij enkele weken niet kon trainen. Na zijn herstel begon hij in het tweede elftal om wedstrijdritme op te doen. Op 8 oktober zat hij, een maand na zijn comeback, voor het eerst op de reservebank van het eerste elftal tijdens de thuiswedstrijd tegen 1. FC Kaiserslautern, maar hij kwam niet in het veld. Op 12 november 2022 maakte hij zijn debuut in de 2. Bundesliga als rechtervleugelverdediger in de thuiswedstrijd tegen SV Sandhausen. Hij viel in de 85e minuut in voor  Ransford Königsdörffer. Later dat seizoen kwam hij nogmaals als wisselspeler in actie, tijdens de thuiswedstrijd tegen Hannover 96.
In het seizoen 2023/24 kreeg Zumberi met de komst van Dennis Hadžikadunić, Guilherme Ramos en Stephan Ambrosius te maken met zware concurrentie binnen de selectie. Tijdens de voorbereiding speelde hij mee in wedstrijden tegen FC Viktoria Pilsen en Red Bull Salzburg, maar wist geen vaste basisplaats te veroveren.  In de eerste competitiehelft kwam hij voornamelijk uit voor het tweede elftal. Tijdens de winterstop verlengde hij zijn contract tot 2025 en werd hij vervolgens voor de rest van het seizoen verhuurd aan FC Schaffhausen. Na zijn terugkeer raakte hij in de voorbereiding op het seizoen 2024/25 ernstig geblesseerd aan zijn knie. Door deze blessure kwam hij het gehele seizoen niet meer in actie. Kort na afloop van het seizoen kreeg hij te horen dat zijn contract niet werd verlengd, waardoor hij na vijftien jaar de club moest verlaten.

#### Verhuur FC Schaffhausen
In januari 2024 tekende Zumberi een contract voor een half jaar bij FC Schaffhausen, uitkomend in de Zwitserse Challenge League, het op een na hoogste niveau in het land. Aan het einde van die maand maakte hij zijn debuut in de uitwedstrijd tegen FC Wil. Onder leiding van trainer Christian Wimmer stond hij direct in de basis en speelde hij de volledige wedstrijd. Gedurende zijn huurperiode kwam Zumberi tot negen officiële wedstrijden. Na afloop van het seizoen keerde hij terug naar Noord-Duitsland.

### Vitesse
Op 24 juni 2025 tekende Valon Zumberi een 2-jarig contract bij Vitesse.

## Clubstatistieken
| Seizoen                     | Club              | Competitie              | Competitie | Competitie | Beker | Beker | Internationaal | Internationaal | Overig | Overig | Totaal | Totaal |
| Seizoen                     | Club              | Competitie              | Wed.       | Dlp.       | Wed.  | Dlp.  | Wed.           | Dlp.           | Wed.   | Dlp.   | Wed.   | Dlp.   |
| --------------------------- | ----------------- | ----------------------- | ---------- | ---------- | ----- | ----- | -------------- | -------------- | ------ | ------ | ------ | ------ |
| 2021/22                     | Hamburger SV II   | Regionalliga Nord       | 14         | 2          | –     | –     | –              | –              | 7      | 0      | 21     | 2      |
| 2022/23                     | Hamburger SV II   | Regionalliga Nord       | 14         | 0          | –     | –     | –              | –              | –      | –      | 14     | 0      |
| 2022/23                     | Hamburger SV      | 2. Bundesliga           | 2          | 0          | –     | –     | –              | –              | –      | –      | 2      | 0      |
| 2023/24                     | Hamburger SV II   | Regionalliga Nord       | 6          | 0          | –     | –     | –              | –              | –      | –      | 6      | 0      |
| 2023/24                     | → FC Schaffhausen | Challenge League        | 9          | 0          | –     | –     | –              | –              | –      | –      | 9      | 0      |
| 2025/26                     | Vitesse           | Keuken Kampioen Divisie | 0          | 0          | –     | –     | –              | –              | –      | –      | 0      | 0      |
| Carrière totaal             | Carrière totaal   | Carrière totaal         | 45         | 2          | –     | –     | –              | –              | 7 **   | 0      | 52     | 2      |
| Bijgewerkt tot 24 juni 2025 |                   |                         |            |            |       |       |                |                |        |        |        |        |

* In het seizoen 2024/25 kwam Zumberi niet in actie vanwege een knieblessure die hij in de voorbereiding opliep.
** In het seizoen 2021/22 speelde Zumberi zeven wedstrijden in de play-offs van de Regionalliga Nord.

## Interlandloopbaan
Zumberi kwam uit voor diverse Kosovaarse jeugdelftallen, waarmee hij zich echter niet wist te plaatsen voor een eindtoernooi. In totaal speelde hij 29 jeugdinterlands voor Kosovo, waarin hij onder andere samenspeelde met Andi Hoti, Besfort Zeneli en Dion Krasniqi. Daarnaast maakte hij enkele keren deel uit van de selectie van het Kosovaars A-elftal, maar kwam daarbij niet tot speelminuten.   

### Kosovaars jeugdelftallen
Op 16 januari 2017 maakte Zumberi zijn debuut voor een nationaal jeugdelftal van Kosovo. Hij stond in de basis bij Kosovo –16 tijdens de met 4–0 verloren uitwedstrijd tegen leeftijdsgenoten van Turkije en werd in de 68e minuut vervangen door Endrit Demolli.

#### Onder-17
Zumberi slaagde er twee keer niet in zich met Kosovo –17 te plaatsen voor een eindronde van het Europees kampioenschap. In 2017 speelde hij in twee van de drie kwalificatiewedstrijden voor de eliteronde mee voor het Europees kampioenschap in Engeland, waarin Kosovo strandde. Hij speelde in de volledige wedstrijden tegen Nederland -17 (3–1 verlies) en Wales -17 (3–1 verlies). Een jaar later, tijdens de kwalificatiecampagne voor het Europees kampioenschap 2019 in Ierland, werd Zumberi door bondscoach Besnik Kollari aangesteld als aanvoerder. Kosovo overleefde deze kwalificatieronde en plaatste zich voor de eliteronde. Hierin verloor het team alle drie de wedstrijden, waardoor kwalificatie voor de eindronde alsnog uitbleef. Zumberi kwam in alle zes wedstrijden in actie en maakte op 29 oktober 2018 zijn eerste interlanddoelpunt voor Kosovo, tijdens de uitwedstrijd tegen Zwitserland -17. In de met 0–1 gewonnen wedstrijd scoorde hij in de 63e minuut het enige doelpunt.

#### Onder-21
In 2020 maakte Zumberi de overstap naar Kosovo –21, maar ook met deze leeftijdscategorie slaagde hij er drie keer niet in zich te kwalificeren voor een Europees kampioenschap. Zijn bijdrage aan de kwalificatiecampagne voor het Europees kampioenschap 2021 in Hongarije en Slovenië was beperkt. Vanwege zijn leeftijd stroomde hij pas laat in en kwam hij alleen tijdens de laatste kwalificatiewedstrijd tegen Turkije -21 in actie. In de met 3–0 verloren wedstrijd viel hij in de 89e minuut in als vervanger van Valon Hamdiu. Kosovo eindigde als vijfde in de poule, waardoor het zich niet plaatste voor het eindtoernooi. Tijdens de kwalificaties voor het Europees kampioenschap 2023 was Zumberi een van de basisspelers in het team van bondscoach Rafet Prekazi. Hij speelde in 10 van de 12 kwalificatiewedstrijden, maar Kosovo eindigde als vierde in de poule en miste daarmee deelname aan het eindtoernooi in Roemenië en Georgië. Bij de start van de kwalificatiereeks voor het Europees kampioenschap voetbal 2025 in Slowakije werd Zumberi door Prekazi aanvoerder gemaakt. Door een knieblessure bleef zijn inzet beperkt tot zes interlands, waarna hij de rest van de campagne aan zich voorbij moest laten gaan. Zonder Zumberi eindigde Kosovo als vierde in de groep, waardoor kwalificatie voor het eindtoernooi uitbleef
| Jeugdinterlands van Valon Zumberi voor Kosovo () | Jeugdinterlands van Valon Zumberi voor Kosovo () | Jeugdinterlands van Valon Zumberi voor Kosovo () | Jeugdinterlands van Valon Zumberi voor Kosovo () | Jeugdinterlands van Valon Zumberi voor Kosovo () | Jeugdinterlands van Valon Zumberi voor Kosovo () |
| №                                                | Datum                                            | Wedstrijd                                        | Uitslag                                          | Soort Wedstrijd                                  | Doelpunten                                       |
| Als speler bij Onder-16                          | Als speler bij Onder-16                          | Als speler bij Onder-16                          | Als speler bij Onder-16                          | Als speler bij Onder-16                          | Als speler bij Onder-16                          |
| ------------------------------------------------ | ------------------------------------------------ | ------------------------------------------------ | ------------------------------------------------ | ------------------------------------------------ | ------------------------------------------------ |
| 1.                                               | 16 januari 2017                                  | Turkije – Kosovo                                 | 4 – 0                                            | Vriendschappelijk                                | 0                                                |
| 2.                                               | 17 januari 2017                                  | Griekenland – Kosovo                             | 1 – 0                                            | Vriendschappelijk                                | 0                                                |
| 3.                                               | 19 januari 2017                                  | Slovenië – Kosovo                                | 4 – 2                                            | Vriendschappelijk                                | 0                                                |
| Als speler bij Onder-17                          |                                                  |                                                  |                                                  |                                                  |                                                  |
| 1.                                               | 10 oktober 2017                                  | Nederland – Kosovo                               | 3 – 1                                            | EK-kwalificatie                                  | 0                                                |
| 2.                                               | 13 oktober 2017                                  | Wales – Kosovo                                   | 3 – 1                                            | EK-kwalificatie                                  | 0                                                |
| 3.                                               | 26 oktober 2018                                  | Schotland – Kosovo                               | 2 – 1                                            | EK-kwalificatie                                  | 0                                                |
| 4.                                               | 29 oktober 2018                                  | Zwitserland – Kosovo                             | 0 – 1                                            | EK-kwalificatie                                  | 1                                                |
| 5.                                               | 1 november 2018                                  | Cyprus – Kosovo                                  | 0 – 1                                            | EK-kwalificatie                                  | 0                                                |
| 6.                                               | 25 maart 2019                                    | Oekraïne – Kosovo                                | 2 – 0                                            | EK-kwalificatie                                  | 0                                                |
| 7.                                               | 28 maart 2019                                    | Spanje – Kosovo                                  | 1 – 0                                            | EK-kwalificatie                                  | 0                                                |
| 8.                                               | 31 maart 2019                                    | Griekenland – Kosovo                             | 2 – 0                                            | EK-kwalificatie                                  | 0                                                |
| Als speler bij Onder-21                          |                                                  |                                                  |                                                  |                                                  |                                                  |
| 1.                                               | 17 november 2020                                 | Turkije – Kosovo                                 | 3 – 0                                            | EK-kwalificatie                                  | 0                                                |
| 2.                                               | 29 maart 2021                                    | Qatar – Kosovo                                   | 2 – 2                                            | Vriendschappelijk                                | 0                                                |
| 3.                                               | 7 september 2021                                 | Engeland – Kosovo                                | 2 – 0                                            | EK-kwalificatie                                  | 0                                                |
| 4.                                               | 7 oktober 2021                                   | Kosovo – Tsjechië                                | 0 – 1                                            | EK-kwalificatie                                  | 0                                                |
| 5.                                               | 12 oktober 2021                                  | Tsjechië – Kosovo                                | 3 – 0                                            | EK-kwalificatie                                  | 0                                                |
| 6.                                               | 25 maart 2022                                    | Slovenië – Kosovo                                | 0 – 0                                            | EK-kwalificatie                                  | 0                                                |
| 7.                                               | 29 maart 2022                                    | Kosovo – Slovenië                                | 0 – 0                                            | EK-kwalificatie                                  | 0                                                |
| 8.                                               | 4 juni 2022                                      | Andorra – Kosovo                                 | 0 – 3                                            | EK-kwalificatie                                  | 0                                                |
| 9.                                               | 10 juni 2022                                     | Kosovo – Engeland                                | 0 – 5                                            | EK-kwalificatie                                  | 0                                                |
| 10.                                              | 13 juni 2022                                     | Albanië – Kosovo                                 | 1 – 1                                            | EK-kwalificatie                                  | 0                                                |
| 11.                                              | 24 maart 2023                                    | Moldavië – Kosovo                                | 0 – 0                                            | Vriendschappelijk                                | 0                                                |
| 12.                                              | 27 maart 2023                                    | Turkije – Kosovo                                 | 4 – 2                                            | Vriendschappelijk                                | 0                                                |
| 13.                                              | 20 juni 2023                                     | Kosovo – Estland                                 | 2 – 0                                            | EK-kwalificatie                                  | 0                                                |
| 14.                                              | 8 september 2023                                 | Polen – Kosovo                                   | 3 – 0                                            | EK-kwalificatie                                  | 0                                                |
| 15.                                              | 12 september 2023                                | Kosovo – Duitsland                               | 0 – 3                                            | EK-kwalificatie                                  | 0                                                |
| 16.                                              | 17 oktober 2023                                  | Bulgarije – Kosovo                               | 1 – 1                                            | EK-kwalificatie                                  | 0                                                |
| 17.                                              | 17 november 2023                                 | Kosovo – Bulgarije                               | 1 – 1                                            | EK-kwalificatie                                  | 0                                                |
| 18.                                              | 21 november 2023                                 | Kosovo – Israël                                  | 3 – 1                                            | EK-kwalificatie                                  | 0                                                |
| Bijgewerkt tot 24 december 2023                  |                                                  |                                                  |                                                  |                                                  |                                                  |

### Kosovo
Op 30 mei 2022 werd Zumberi geselecteerd voor een trainingsstage van de nationale ploeg ter voorbereiding op een reeks wedstrijden in de UEFA Nations League. Hij maakte uiteindelijk geen deel uit van de definitieve selectie. In augustus 2023 werd hij opnieuw opgeroepen, ditmaal voor de EK-kwalificatiewedstrijden tegen  Oostenrijk en Roemenië in het kader van de kwalificatie voor het Europees kampioenschap 2024 in Duitsland. Zumberi bleef in beide duels op de reservebank en kwam niet in actie.

## Persoonlijk
Valon Zumberi werd geboren in Hamburg als zoon van Kosovaarse ouders.